# Castrum Bigorra
 (octobre 2013).
Si vous disposez d'ouvrages ou d'articles de référence ou si vous connaissez des sites web de qualité traitant du thème abordé ici, merci de compléter l'article en donnant les références utiles à sa vérifiabilité et en les liant à la section « Notes et références ».
Le Castrum Bigorra est une fortification galloromaine sur une colline au-dessus de Saint-Lézer, près de la ville de Vic-en-Bigorre, dans le département français des Hautes-Pyrénées.
L'occupation du site remonte au moins à l'âge du Fer, avant la conquête romaine.

## Histoire
Dès l'âge du bronze (IIIe millénaire av. J.-C.), le sommet de la colline surplombant la ville de Saint-Lézer était habité parce qu'il dominait la vallée de l’Adour et pouvait être défendu facilement.
Au début de l’âge du fer (750-650 av. J.-C.), les aquitaniens de la tribu de Bigerri érigèrent un oppidum d'une superficie d’un peu plus de sept hectares et entouré par un mur et un fossé.
Après l’invasion des tribus germaniques (Vandales, Alains et Suèves) en l’an 407 et la dévastation de la région, les Gallo-romains ont construit une forteresse au même endroit, le castrum Bigorra. Le castrum a été conçu pour protéger la population locale de la vicus  (aujourd’hui Vic-en-Bigorre) et des communautés environnantes comme Tarbes. Entouré par un mur de 940 m de long et approvisionné par plusieurs tours, le castrum dominait toute la région.
Jusqu'au début du Moyen Âge, le castrum était la capitale de la Bigorre. Durant le VIe siècle, on y battait monnaie. Le comte de Bigorre a construit sur une partie de l'emplacement un château médiéval. Sous les murs a été fondé un monastère, le prieuré de Saint-Lézer qui, au XIe siècle, a été subordonné à l'abbaye de Cluny.
Au fil des siècles, les glissements de terrain ont déplacé les murs du castrum Bigorra. Leurs restes peuvent être visités sur un sentier archéologique entretenu par l'association « Les Amis de la Bigorra », qui l'a équipé de panneaux informatifs.

## Histoire de la recherche archéologie
- 1881 : Prosper Roch, instituteur de Saint-Lézer, résumait ses conclusions sur le castrum dans une petite brochure pour ses élèves.
- 1890 : Norbert Rosapelly et Xavier de Cardaillac conduisent les premières fouilles et publient leurs résultats dans le livre La cité de Bigorre.
- Depuis 1956 : Roland Coquerel (1909-1991) commence par des fouilles systématiques et produit plus de 200 publications sur le sujet.
- Depuis 2002 : une équipe de Christian Darles (École nationale supérieure d'architecture de Toulouse) et Alain Badie (Institut de Recherches sur l'Architecture Antique du CNRS) a conduit des fouilles archéologiques et a créé un atlas historique du castrum Bigorra.